# Грау (Нидерланды)

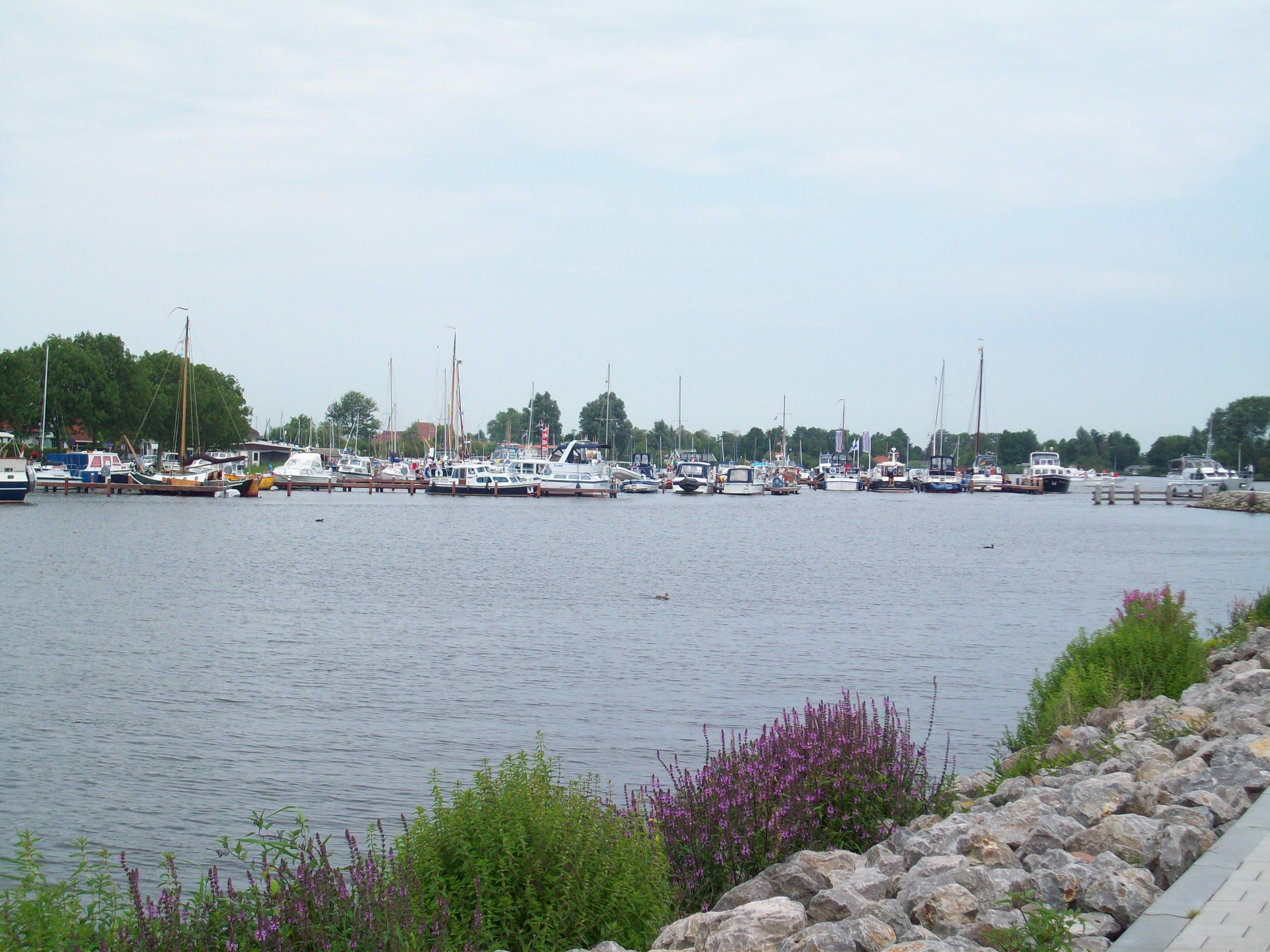
Гавань Грау

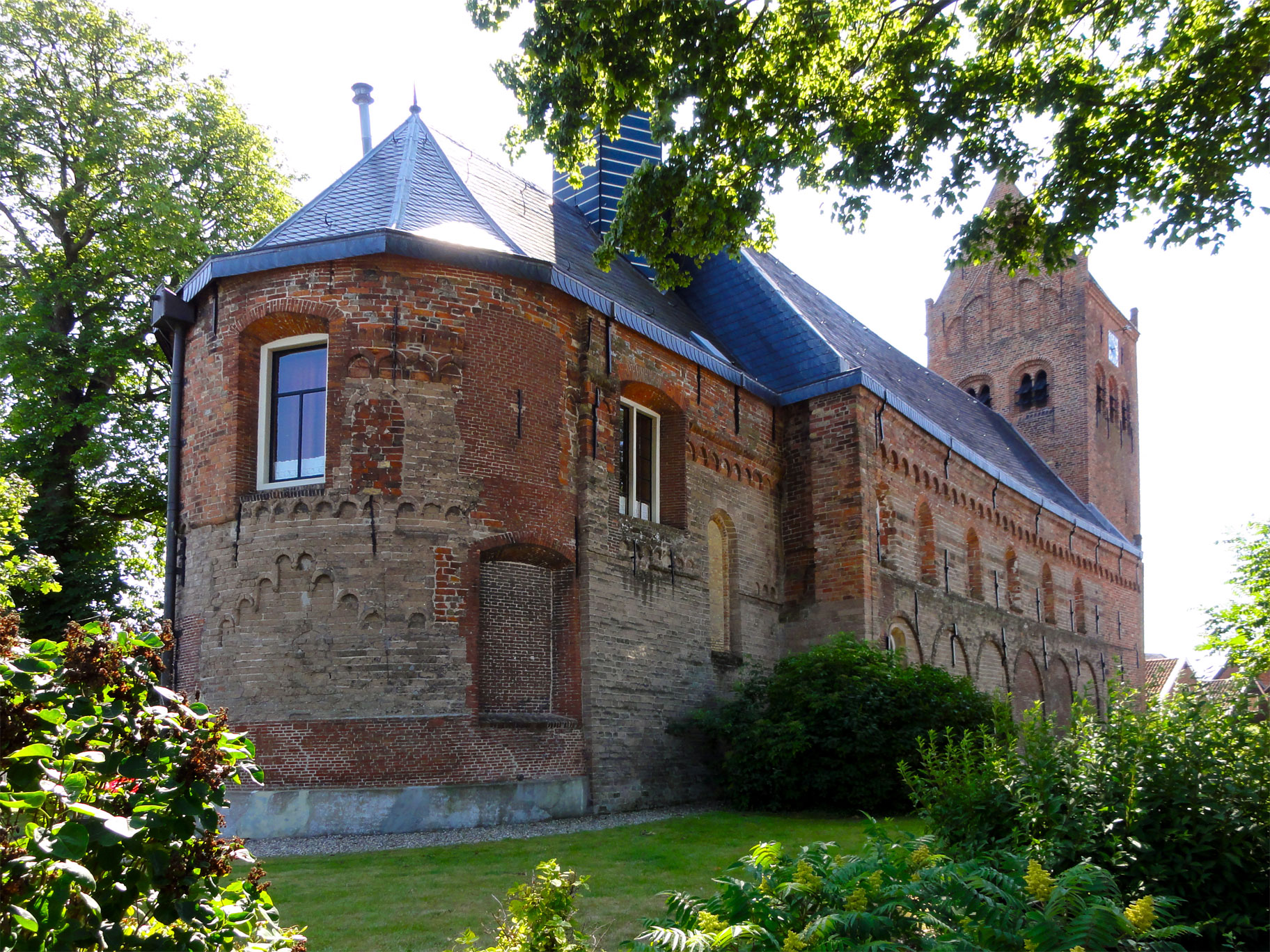
Кирха св. Петра

Грау (нидерл. Grouw) — город в провинции Фрисландия в Нидерландах. С 2014 года Грау является частью муниципалитета Леуварден.
Расположен на канале Принсес-Маргрит (Prinses-Margriet Canal).

## Население

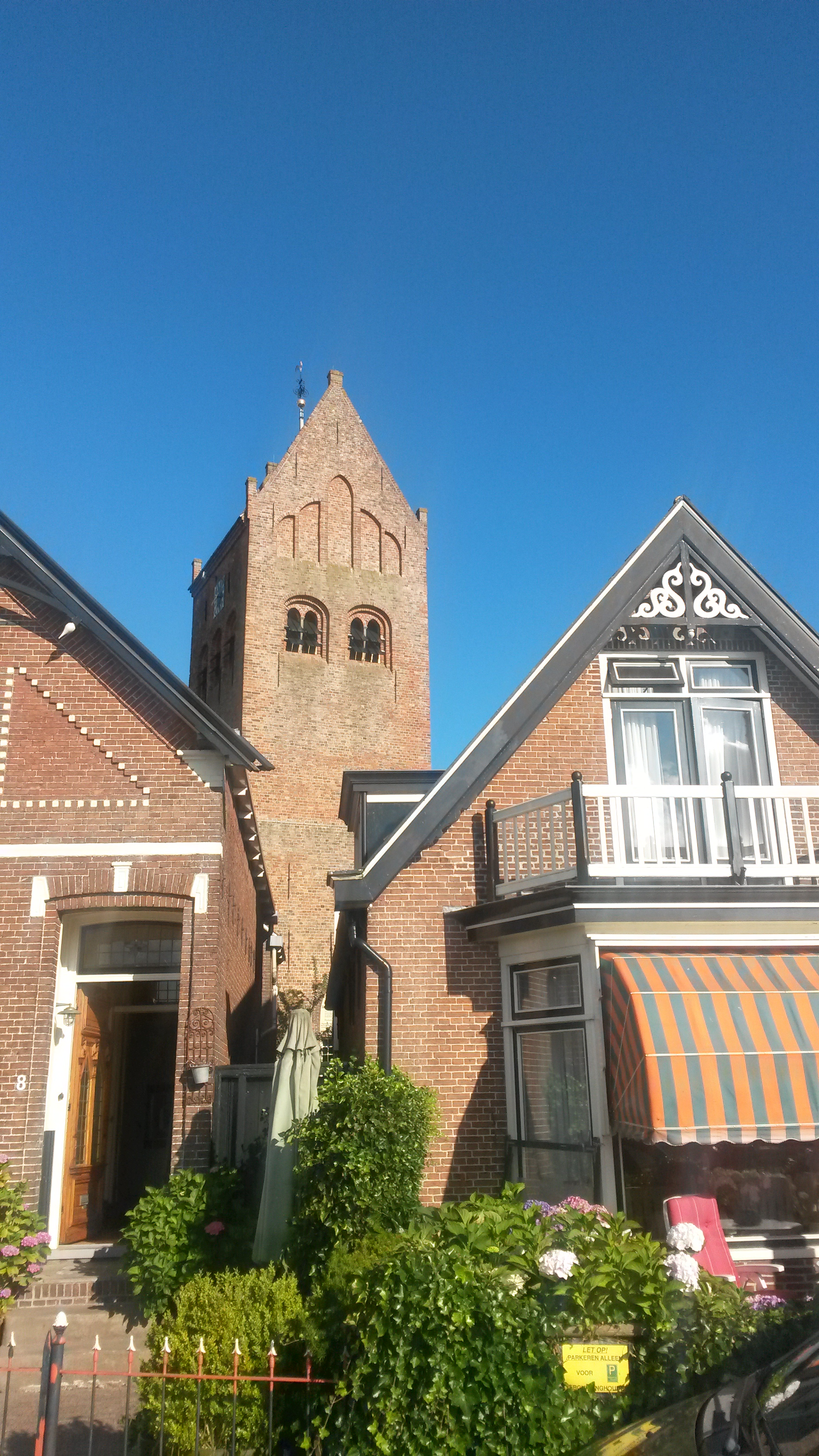
Грау

По состоянию на 1 января 2020 года здесь проживало 5760 жителей. Площадь — 25,17 км², в том числе суша — 21,26 км².

## Достопримечательности
- Три восстановленные ветряные мельницы
- Кирха св. Петра

## Известные уроженцы
- Гальбертсма, Эльтье (1797—1858) — голландско-фрисландский писатель, поэт.
- Гальбертсма, Юстус (1789—1869) — голландский языковед, филолог, переводчик, прозаик.
- Кёлен-Делстра, Атье (1938—2013) —нидерландская конькобежка.